# St. Sylvester (Mittelstetten)

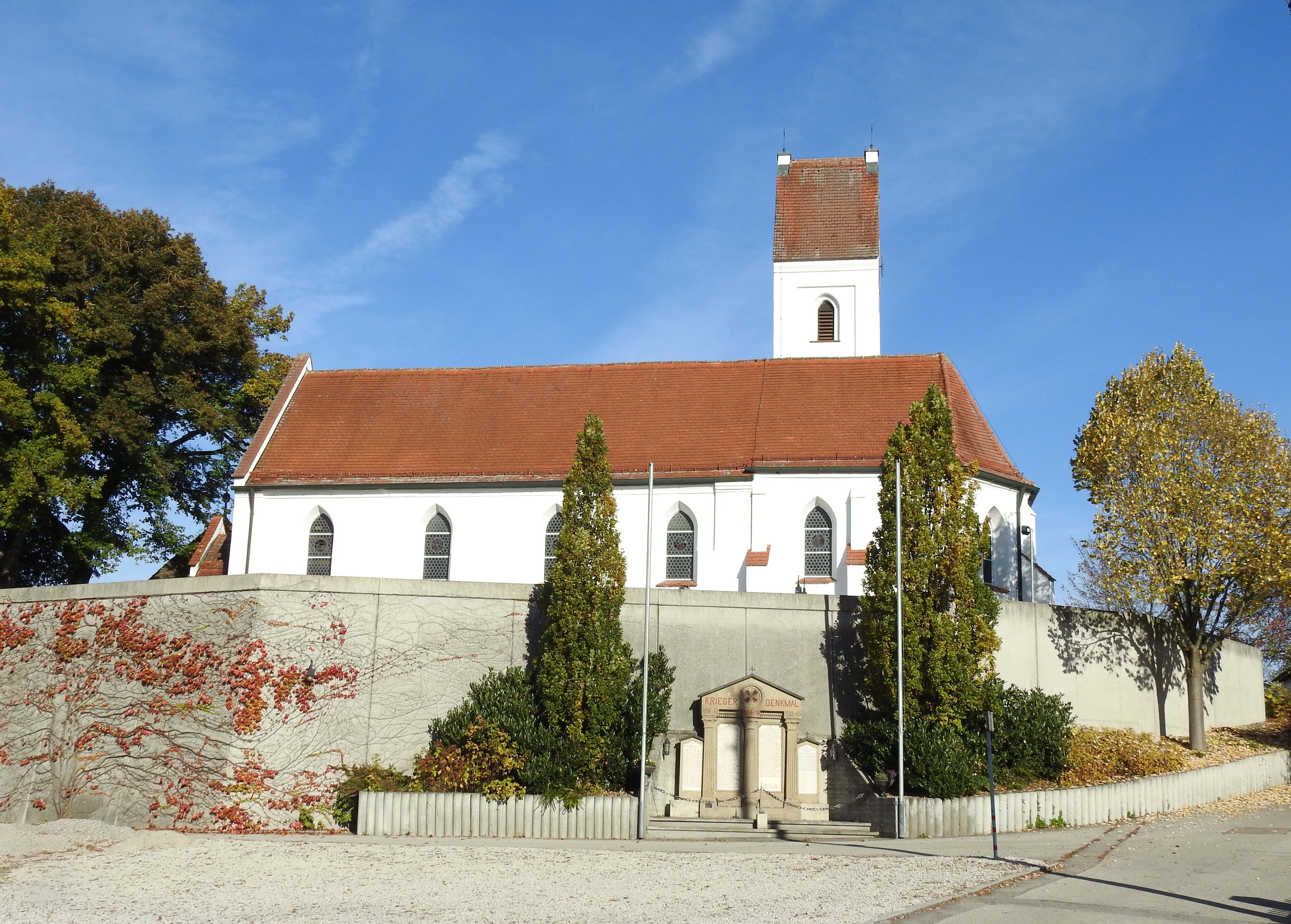
St. Sylvester in Mittelstetten

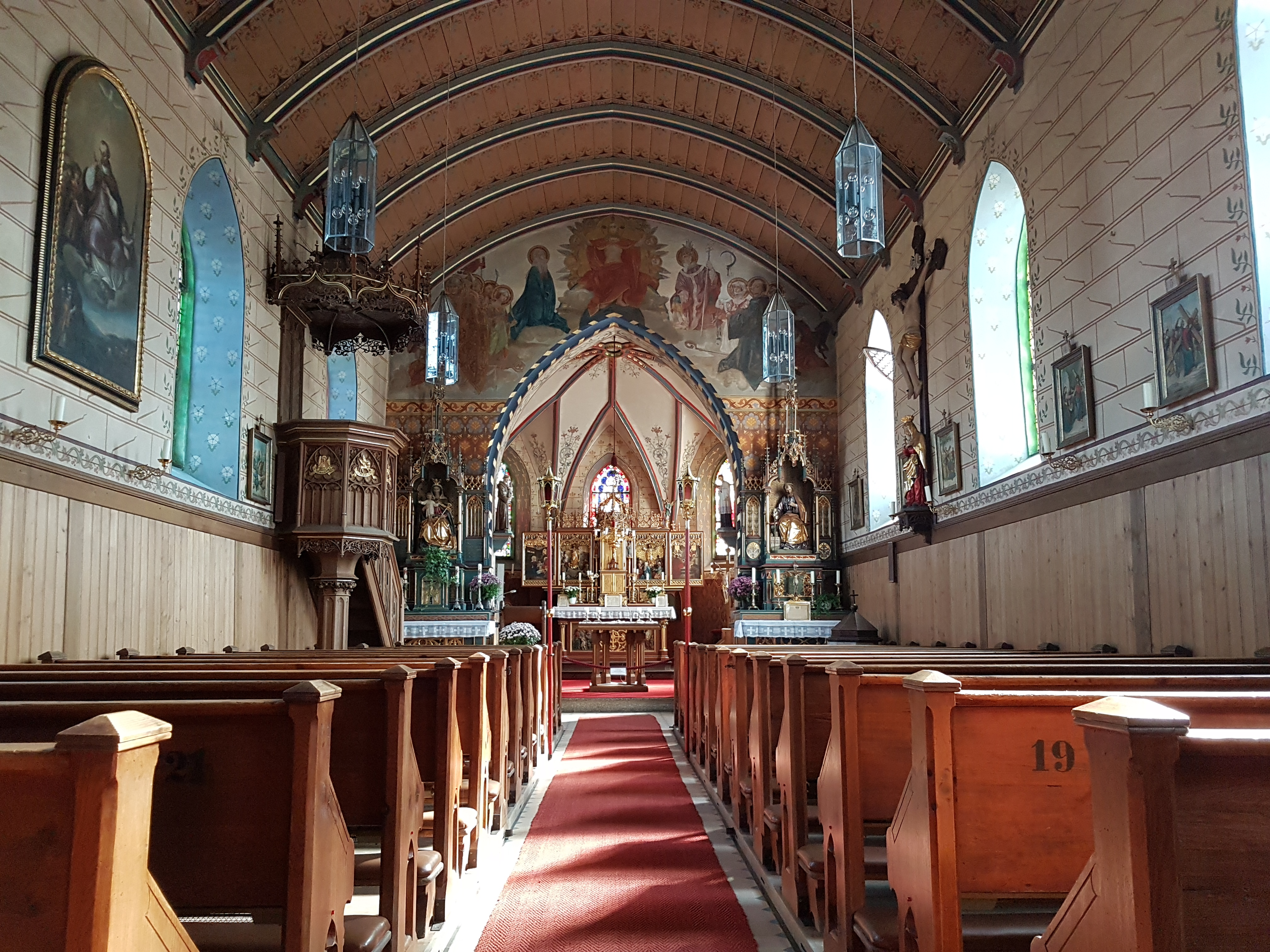
Innenraum

Die römisch-katholische Pfarrkirche St. Sylvester steht in Mittelstetten, einer Gemeinde im oberbayerischen Landkreis Fürstenfeldbruck. Das Bauwerk ist in der Liste der Baudenkmäler in Mittelstetten (Oberbayern) als Baudenkmal unter der Nr. D-1-79-137-1 eingetragen. Die Kirche gehört zum Dekanat Aichach-Friedberg im Bistum Augsburg.

## Beschreibung
Die spätgotische Saalkirche wurde um 1709 barock umgestaltet. Als die Kirche im letzten Drittel des 19. Jahrhunderts zu klein wurde, fügte man im Jahr 1895/96 dem Langhaus nach Westen ein Joch hinzu. In diesem Zusammenhang wurde die Kirche im Innern regotisiert. Sie besteht aus dem Langhaus, dem Chor mit Fünfachtelschluss im Osten und dem Chorflankenturm an der Nordwand des Chors.
Der Innenraum des Langhauses ist mit einer hölzernen Tonnendecke überspannt, der des Chors mit einem Kreuzrippengewölbe. Zur Kirchenausstattung gehört ein Flügelaltar, dessen Flügel Kaspar Schleibner bemalte. Den Mittelpunkt des Altarretabels nimmt eine hochaufragende Tabernakelzone mit einem Kruzifix ein. Links davon befinden sich ein Hochrelief mit der Auferstehung Christi und ein Gemälde der Geburt Christi. Rechts vom Tabernakel ist ein Hochrelief der Himmelfahrt Jesu und ein Gemälde mit der Aussendung des Heiligen Geistes zu sehen. Den breiten Chorbogen ziert ein großflächiges barockes Fresko. Links und rechts vom Chorbogen stehen die schlanken Seitenaltäre, die der hl. Maria (Links) und dem hl. Josef (rechts) gewidmet sind. An der nördlichen Langhauswand hängt das ehemalige barocke Hochaltargemälde, das den Kirchenpatron zeigt. Die Glasmalereien stammen von Franz Xaver Zettler.